# 港町 (厚岸町)
港町（みなとまち）は、北海道厚岸郡厚岸町にある町名。1丁目から5丁目で構成される。郵便番号は088-1128。

## 地理
厚岸市街地の中心部に位置し、真栄、住の江と隣接するほか、厚岸大橋によって松葉とも隣接している。

## 歴史
明治時代までは対岸の湾月が同地の中心部であったが、根室本線の開通を機に発展し、現在は同町の中心部となっている。

### 沿革
- 1900年（明治33年） 7月1日 - 厚岸町が一級町村制を施行し、厚岸町の一部となる。
- 1962年（昭和37年） - 真竜町が港町、真栄町、宮園町、住の江町、白浜町に分割される[2]。
- 2007年（平成19年）11月12日 - 厚岸町字名改正事業に伴い、字港町、字真栄町3条、大字真龍町の一部をもって港町1丁目から5丁目が成立する[3][4]。

## 世帯数と人口
2023年（令和5年）3月31日現在の世帯数と人口は以下のとおりである。
| 地区名 | 世帯数  | 人口  |
| ------ | ------- | ----- |
| 港町   | 285世帯 | 466人 |

## 小・中学校の学区
町立小・中学校に通う場合、学区は以下の通りとなる。
|      | 小学校             | 中学校             |
| ---- | ------------------ | ------------------ |
| 全域 | 厚岸町立真龍小学校 | 厚岸町立真龍中学校 |

## 交通
- 根室本線
- 北海道道123号別海厚岸線

## 施設
- イオン厚岸店
- 厚岸郵便局